# پوک (بلژیک)
شهر پوک (به فرانسوی: Pecq) در شهرستان تورنه  در استان انو  در منطقه فدرال والوون در کشور بلژیک واقع شده‌است.